# Полиньяк, Иоланда де
Иола́нда Марти́н Габриэ́ль де Поластро́н, в браке — герцоги́ня де Полинья́к (фр. Yolande Martine Gabrielle de Polastron, duchesse de Polignac; родилась, по разным версиям, 8, 9 или 10 сентября 1749 года, Париж, королевство Франция — умерла 9 декабря 1793 года, Вена, эрцгерцогство Австрия), — ближайшая подруга королевы Франции Марии-Антуанетты. Одна из ярких представительниц старого режима. Нажила массу врагов из-за своей расточительности и эксцентричности.

## Биография
Иоланда (Жюли) Мартин Габриэль де Поластрон родилась в Париже, 8 сентября (по другим данным, 9 или 10 сентября) 1749 года. Её семья принадлежала к древнему лангедокскому роду, но особым богатством не отличалась и имела много долгов. Когда Иоланде было 3 года, семья переехала на юг Франции в дом графини д’Атлау, приходившейся Иоланде тётей. Девочка рано потеряла мать, и её тётка, по обыкновению того времени, отправила племянницу на обучение в монастырь. В 17-летнем возрасте Иоланду выдали замуж за графа Жюля де Полиньяка, капитана Королевской гвардии.
Молодая семья поселилась в Париже. Иоланда родила двух детей — в мае 1768 года и в январе 1771 года. Её судьба изменилась в 1774 году, когда сестра мужа Диана де Полиньяк (придворная дама сестры короля) представила её королеве Марии-Антуанетте. По воспоминаниям современников, Иоланда не хотела оставаться в Версале, но королева была так поражена её обходительностью и приятным нравом, что де Полиньяк пришлось остаться при дворе. Симпатизировал Жюли и король Людовик XVI.
Жюль де Полиньяк в 1775 году получил назначение конюшего королевы, и молодая чета поселилась в правом крыле Версаля. Там у Жюли собираются ближайшие друзья, среди которых и её любовник — граф де Водрёйль (считается, что он был отцом младшего ребёнка Жюли). Изысканный салон посещает и королева, чтобы отвлечься от этикета двора. Интерес к Иоланде со стороны королевы был так велик, что Мария-Антуанетта ради новой любимицы забросила старых друзей, особенно принцессу де Ламбаль.
«Жюли», «Маленькая По»… Невысокого роста, белокожая, с голубыми томными глазами, с ангельской улыбкой, с мелодичным голосом, умная и веселая, с изысканным и экстравагантным вкусом (например, мадам Кампан писала, что герцогиня Жюли никогда не носила бриллианты), Иоланда пленяла и покоряла. Считается, что это с её подачи королева построила у себя в Трианоне маленькую деревню, что это Полиньяк уговорила Марию-Антуанетту поставить «Женитьбу Фигаро», — запрещённую самим королём пьесу Бомарше, пьесу, впоследствии послужившую одним из толчков для Великой Французской революции, это Жюли была инициатором многих экстравагантных поступков королевы. И при этом современники часто упоминают, что герцогиня де Полиньяк была ленива от природы.
На саму Жюли и её семью начинают сыпаться королевские милости. Де Полиньяки получили 800 000 ливров на приданое для их дочери, 400 000 ливров на покрытие долгов; кроме того, им доставались подарки, жалования, пенсии, доходные места. Муж Жюли получил титул герцога. Даже любовник Жюли извлекал выгоду из дружбы Иоланды с королевой. Такой фавор не мог не возбудить зависти придворной аристократии и способствовал возникновению самых разнообразных слухов, а в 1780 году — грязных памфлетов, открыто говорящих о противоестественной любви королевы к своей фаворитке. Щедрость королевы поражала. Например, придворные были рады и каморке в Версале, а Иоланда получила для себя тринадцатикомнатные апартаменты во дворце и личный коттедж в деревне Марии Антуанетты в том же Трианоне.
После рождения двух детей Марии-Антуанетты Жюли становится гувернанткой королевских детей — для придворной дамы это было очень почетно. Произошло это в 1782 году. Видимо, не последнюю роль в новом назначении сыграл тот факт, что сама Иоланда ещё дважды становилась матерью — в 1780 году (Жюль-Огюст, будущий премьер-министр Франции и принц де Полиньяк), и в 1781 году. Материнство и заботы о детях могли ещё больше сблизить королеву с её придворной дамой.
Влияние Жюли на королеву начинает постепенно проходить после 1785 года. Непомерные амбиции семьи де Полиньяк вызывают недовольство даже у Марии-Антуанетты. На время охлаждения их отношений герцогиня решила навестить своих друзей в Англии.
Фавор кратковременно возрождается в 1789 году. Политически герцогиня и её родные поддерживали ультрамонархическую партию двора и, не без участия Жюли, королеву убедили в необходимости отставки министра финансов Неккера, что было катастрофическим решением.
После штурма Бастилии все придворные отправились к дому семьи Конде, но Иоланда твердила, что хочет остаться в Версале вместе с королевой. После взятия Бастилии оставаться во Франции было опасно. Семья — герцог, герцогиня, их дочь — герцогиня де Гиш, графиня Диана де Полиньяк и некоторые другие 16 июля 1789 года отправились в дорогу. Даже на прощанье королева одарила Жюли — вручила своей любимице 500 луидоров.
Затем началась кочевая жизнь: несколько недель в Швейцарии, Турине, Риме. Герцогиня при каждом удобном случае писала королеве и получала письма от неё, короля и Елизаветы, сестры короля. В марте 1790 года — Венеция, осенью они находятся в Парме и, наконец, в июле 1791 года — в Вене. Друг писал об Иоланде: «Она все время плакала. В течение шести месяцев, глубокая печаль и боль без какой-либо конкретной болезни привели к тому, что герцогиня чахла с каждым днем». Прежде чем отправиться в Брюссель, она решила обдумать побег королевской семьи в Вене, но не успела. Окончательный удар был нанесен ей, когда ей объявляют о смерти королевы. Окружающие не посмели сказать правду и сообщили, что Мария-Антуанетта умерла в тюрьме.

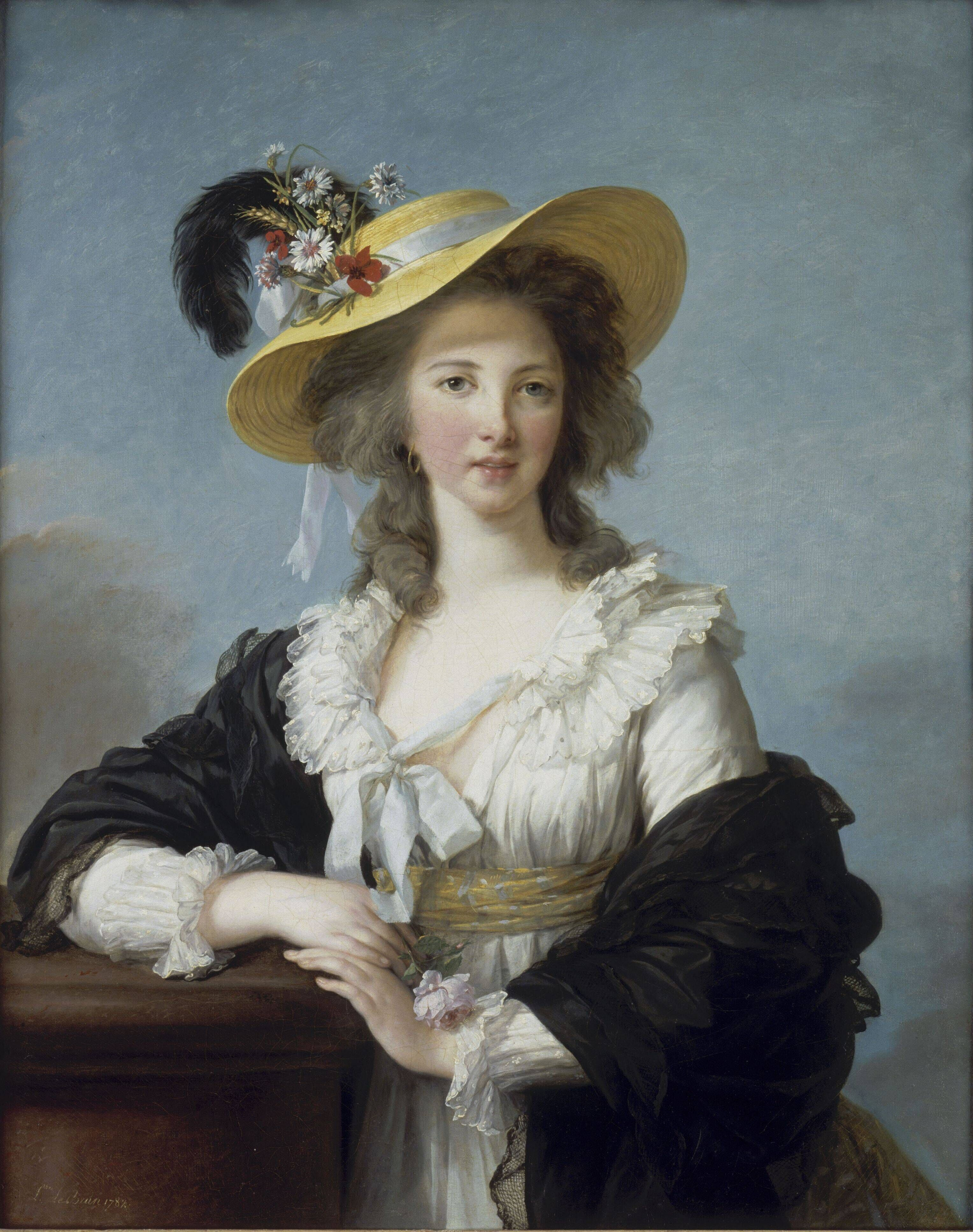
Герцогиня де Полиньяк. Портрет Виже-Лебрён, 1782 год

Иоланда умерла от рака 9 декабря 1793 года, всего через полтора месяца после своей царственной подруги. Похоронена в Вене, и на её могиле выгравировано: «Умерла от горя 9 декабря 1793 года». Её муж Жюль де Полиньяк получил от Екатерины II имение на Украине, где благополучно прожил ещё почти 20 лет; он умер 21 сентября 1817 года в Санкт-Петербурге.

## Дети
- Аглая де Полиньяк (1768—1803)
- Арман-Жюль-Мари-Ираклий де Полиньяк, 2-й герцог де Полиньяк (1771—1847)
- Жюль-Огюст-Арман-Мари де Полиньяк, 3-й герцог де Полиньяк (1780—1847)
- Камиль Анри Мельхиор, граф де Полиньяк (1781—1855). Один из его потомков — граф Пьер де Полиньяк, принц Монакский, герцог Валентинуа[2], отец князя Монако Ренье III.

## В кино и мультипликации
- «Мария-Антуанетта» (США, 1938) — актриса Рут Хасси
- «Мария-Антуанетта — королева Франции» (1956)
- «Австрийка» (1989)
- «Мария-Антуанетта» (2006)
- «Прощай, моя королева» (2012)
- Аниме-сериал «The Rose of Versailles» по одноимённой манге Риёко Икэды (1979)